# 五社出入口
五社出入口（ごしゃでいりぐち）は、兵庫県神戸市北区の阪神高速道路7号北神戸線の出入口。伊川谷方面のみ接続するハーフICである。
2025年（令和7年）6月17日より入口料金所がETC専用になっている。

## 道路
- 阪神高速7号北神戸線(7-17)

## 料金所

### 五社料金所
- ブース数：2
  - ETC専用：1
  - サポート：1

## 接続する道路
- 兵庫県道15号神戸三田線
- （近くに、兵庫県道196号五社停車場線）
- （近くに、兵庫県道506号市野瀬有馬線）

## 周辺
- 神戸電鉄三田線五社駅
- 有野川

## 隣
阪神高速7号北神戸線北延伸線
有馬口JCT - (7-17)五社出入口 - (7-18)柳谷JCT